# Бенитес, Рафаэль
Рафаэль «Рафа» Бени́тес Мауде́с (исп. Rafael  Benitez Maudez, испанское произношение: [rafaˈel ˈrafa βeˈniteθ ˈmauðes]; род. 16 апреля 1960, Мадрид) — испанский футболист и футбольный тренер. Тренировал испанские команды «Реал Вальядолид», «Осасуну», «Эстремадуру», «Тенерифе», «Валенсию», «Реал Мадрид», английские «Ливерпуль», «Челси», «Ньюкасл Юнайтед» и «Эвертон», итальянские «Интернационале» и «Наполи», а также китайский «Далянь Ифан».
Самый успешный тренер в истории «Валенсии», который смог за три сезона своего пребывания у руля клуба дважды сделать его чемпионом и один раз выиграть Кубок УЕФА. Один из всего лишь трёх тренеров (наряду с Бобом Пэйсли и Жозе Моуринью), которому удалось выиграть Кубок УЕФА, а на следующий сезон победить в Лиге чемпионов. Он стал вторым (после Джо Фэгана) тренером «Ливерпуля», который смог выиграть Лигу чемпионов в первый же сезон управления клубом.
В 2013 году Бенитес стал двукратным победителем Лиги Европы, завоевав трофей с лондонским «Челси».

## Клубная карьера
Молодой Бенитес учился в нескольких школах по всему Мадриду и играл за различные школьные команды. Среди его школьных друзей и товарищей по команде был известный в будущем футболист сборной Испании Рикардо Гальего. Юноша рано продемонстрировал свой тренерский потенциал, когда в возрасте тринадцати лет стал тренировать детскую футбольную команду. В возрасте двенадцати лет Бенитес был принят в одну из юношеских команд мадридского «Реал Мадрида». Он играл на позиции защитника сначала в любительских командах клуба в четвёртом дивизионе, а затем пробился в состав фарм-клуба мадридцев — «Кастилью», игравшую во втором дивизионе. Он также стал студентом спортивного факультета Мадридского Политехнического университета и в 1982 году получил диплом по специальности «физическое воспитание».
В 1979 году Бенитес был приглашён в состав сборной команды по футболу, представлявшей Испанию на играх Универсиады, проходившей в Мехико. В первом же матче, завершившемся победой испанцев над командой Кубы 4:0. В следующей игре, нулевой ничьей с Канадой, он получил травму после жёсткого подката соперника. Эта травма вывела его из строя на год и поставила крест на его шансах заиграть на высшем уровне. В 1981 году Бенитес перешёл в клуб четвёртого дивизиона «Парла». Сначала он находился в этом клубе на правах аренды, но со временем подписал с ним постоянный контракт и помог клубу добиться повышения в классе, выйдя в Сегунду Б, третью испанскую лигу. За университетскую сборную Испании в дальнейшем он провёл ещё три матча. В 1985 году он перешёл в другой клуб третьего дивизиона, «Линарес», где в качестве играющего тренера был помощником у Энрике Матеоса. В дальнейшем из-за проблем со здоровьем он был вынужден пропустить практически весь сезон 1985/86 и в конце концов он решил завершить игровую карьеру.

## Тренерская карьера

### Начало карьеры
В 1986 году, в возрасте двадцати шести лет, Бенитес возвратился в «Реал Мадрид» и присоединился к тренерскому штабу клуба. Вначале сезона 1986/87 он был назначен тренером «Кастильи». С этой командой он дважды занимал первое место в лиге — в 1987 и 1989 годах. В 1990 году он в третий раз привёл возглавляемую команду к победе — на этот раз вторую юношескую команду «Реал Мадрида». В середине сезона 1990/91 он сменил Хосе Антонио Камачо в должности тренера команды «Реал Мадрида», составленной из молодых игроков до 19 лет. С ними Бенитес дважды выиграл юношеский Кубок Испании — в 1991 и 1993 годах, оба раза обыграв в финале юношей «Барселоны». В 1993 году команда сделала «дубль» — победила одновременно в чемпионате и в Кубке Испании среди юношей до 19 лет. За период работы в «Реал Мадриде», в 1989 году Бенитес получил самостоятельную тренерскую лицензию, а в 1990 году проходил обучение в футбольном тренировочном лагере в Калифорнийском университете в Дэвисе.
В сезоне 1992/93 Бенитес являлся также ассистентом Мариано Гарсии Ремона в «Реал Мадриде Б». После успешного выступления своей юношеской команды Бенитес сменил Гарсию Ремона на его посту в начале сезона 1993/94. В это время «Реал Мадрид Б» выступал во втором испанском дивизионе, в своём новом качестве Бенитес дебютировал 4 сентября 1993 года в матче против «Эркулеса», завершившегося победой со счётом 3:1. В марте 1994 года он был назначен помощником тренера главной команды мадридцев Висенте Дель Боске, но сезон 1994/95 снова провёл главным тренером «Реал Мадрида Б»..
Первые попытки самостоятельной работы Бенитеса в качестве главного тренера, после его ухода из «Реал Мадрида», были более чем неудачными. В сезоне 1995/96 он был назначен тренером «Вальядолида», однако оттуда он был уволен после того, как команда одержала всего две победы в 23 играх и опустилась на дно турнирной таблицы высшего дивизиона. В сезоне 1996/97 Бенитес возглавил «Осасуну», игравшую во втором дивизионе, но уже через 9 игр также был уволен. В 1997 году он пришёл в другой клуб второго дивизиона, «Эстремадуру», и на этот раз уже добился успеха, вернув команду в высший дивизион со второго места в таблице, уступив лишь «Алавесу» и одержав 23 победы в 42 матчах. «Эстремадура» продержалась в элите лишь один сезон — финишировав в 1999 году на 17 месте, она уступила в переходных матчах «Райо Вальекано».
После этого Бенитес покинул «Эстремадуру» и посвятил один год учёбе в Англии и Италии. Он также работал комментатором и футбольным аналитиком на канале Eurosport, в газетах Marca и El Mundo а также на местном телевидении Мадрида. В 2000 году он вернулся к тренерской деятельности и возглавил «Тенерифе», выступавший на тот момент во втором дивизионе. В этой команде играли Миста, Курро Торрес и Луис Гарсия; по итогам сезона «Тенерифе» занял третье место позади «Севильи» и «Бетиса» и вместе с этими клубами вышел в высший дивизион.

### «Валенсия»
В 2001 году Рафаэль Бенитес был назначен главным тренером «Валенсии», заменив на этом посту Эктора Купера, который возглавил «Интернационале». В первом сезоне команда под руководством испанца одержала победу в чемпионате, набрав 75 очков. Это была первая победа в Примере за 31 год. В Кубке УЕФА «летучие мыши» дошли до 1/4 финала, где уступили команде Эктора Купера — «Интернационале» со счётом 1:2 по сумме двух матчей. Следующий сезон получился не такой успешный: в чемпионате «валенсийцы» финишировали лишь пятыми, набрав 60 очков. В Лиге чемпионов УЕФА команда вышла с первого место из группы В, где были «Базель», «Ливерпуль» и «Спартак Москва», однако в 1/4 финале «Валенсия» уступила все-тому же «Интернационале», за счёт правила гола, забитого на чужом поле (0:1, 2:1). В сезоне 2003/04 «Валенсия» добилась немалых успехов: команда выиграла национальный чемпионат, опередив «Барселону» на пять очков. Также «летучие мыши» выиграли и Кубок УЕФА, одолев в финале «Олимпик Марсель» со счётом 2:0. После завершения успешного сезона Рафаэль Бенитес перешёл в английский «Ливерпуль».

### «Ливерпуль»
Первый же сезон Бенитеса в Англии закончился триумфом. 25 мая 2005 года в Стамбуле «Ливерпуль» встречался в финале Лиги чемпионов УЕФА с «Миланом». В первом тайме итальянцы забили три безответных мяча, практически обеспечив себе победу в этом матче. Однако «Ливерпуль» смог собраться на второй тайм и за шесть минут забить три мяча в ворота Диды, в итоге одержав победу по пенальти. Таким образом, впервые в истории в финале крупного международного турнира клуб, уступавший с разницей в три мяча, смог стать победителем. Этот матч считается одним из величайших в истории футбола. В начале следующего сезона «Ливерпуль» сумел выиграть Суперкубок УЕФА, переиграв со счётом 3:1 московский ЦСКА.

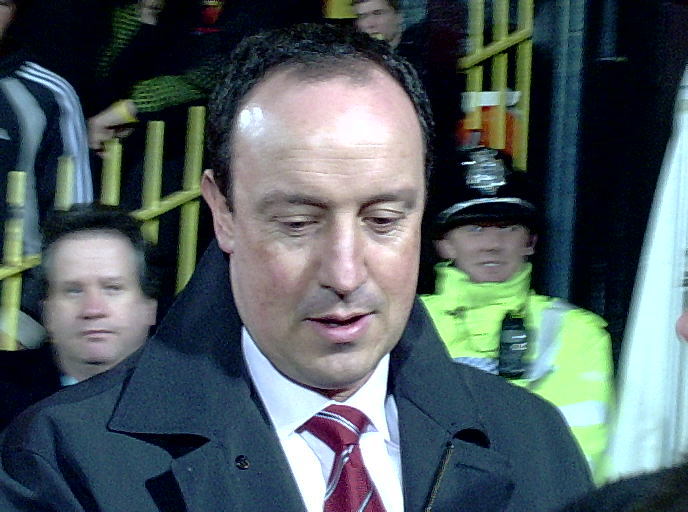
Бенитес в качестве главного тренера «Ливерпуля»

По итогам 2006 года «красные» завоевали бронзовые медали Премьер-лиги, а также стали обладателями Кубка и Суперкубка Англии. В 2007 году подопечные Бенитеса вновь дошли до финала Лиги чемпионов, где вновь встретились с «Миланом», но на этот раз уступили со счётом 1:2. Ближе всего к завоеванию чемпионского титула «Ливерпуль» подобрался в сезоне 2008/2009 и даже лидировал в турнирной таблице в определённой части сезона, однако в итоге на четыре очка отстал от «Манчестер Юнайтед».
Несмотря на непростые взаимоотношения с владельцами клуба Томом Хиксом и Джорджем Жиллетом и провал команды в сезоне 2009/2010 (7-е место), Бенитес не был уволен весной 2010 года, хотя и ходили слухи об этом. Долги клуба, составлявшие на тот момент около 350 миллионов фунтов, не позволяли владельцам разорвать контракт с испанцем, так как в таком случае им пришлось бы выплатить ему 16 миллионов фунтов компенсации (зарплата Бенитеса по действовавшему на тот моменту контракту, рассчитанному до 2014 года, составляла 4 миллиона фунтов в год). Сам Бенитес говорил о том, что хочет продолжить работу с «Ливерпулем», однако требовал подтверждения того, что клуб будет развиваться дальше. 2 июня 2010 года стало известно, что руководство «Ливерпуля» предложило Бенитесу досрочно покинуть свой пост и предложило в качестве компенсации 3 миллиона фунтов. 3 июня было официально объявлено о том, что Бенитес покидает пост менеджера «Ливерпуля» «по взаимному согласию сторон».

### «Интернационале»
6 июня газета Football Italia разместила информацию о том, что Бенитес якобы станет новым тренером миланского «Интера». 8 июня президент итальянского клуба Массимо Моратти в интервью официальному сайту «Интера» сообщил, что все условия контракта с Бенитесом согласованы, и в среду 9 июня новый наставник «нерадзурри» будет официально представлен прессе. 10 июня Бенитес официально возглавил команду, подписав контракт до 30 июня 2012 года
. 21 августа завоевал с командой первый трофей — «Интер» обыграл «Рому» в розыгрыше Суперкубка Италии со счётом 3:1. А спустя неделю команда проиграла мадридскому «Атлетико Мадрид» со счётом 2:0. 18 декабря 2010 года во главе с Бенитесом «Интернационале» выиграл Клубный чемпионат мира, вскоре после которого, 23 декабря 2010 года, тренер был отправлен в отставку, не найдя общего языка с руководством по поводу трансферной политики. Испанский тренер сказал: «Хочу поблагодарить всех за поддержку, которую я получал во время работы в „Интере“. Хочу лично поблагодарить моих помощников, футболистов, работников клуба и болельщиков, которые верили в нас. Два титула, которые мы выиграли, — результат напряжённой работы всех тех, кто показал профессионализм и уважение к клубу».

### «Челси»

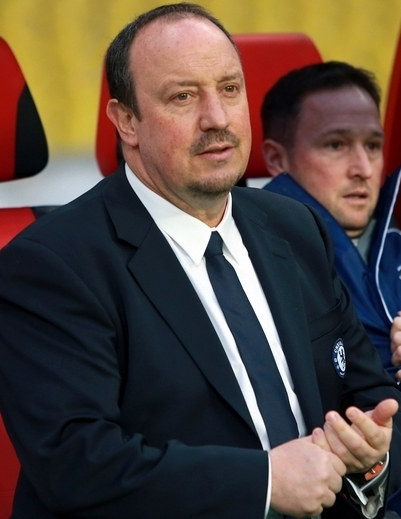
Бенитес в качестве главного тренера «Челси»

21 ноября 2012 года появились слухи о том, что Бенитес будет назначен новым главным тренером «Челси» вместо уволенного в тот же день Роберто Ди Маттео. Чуть позже их подтвердил и сам испанец. Вечером того же дня «Челси» подтвердил, что испанец стал менеджером команды сроком до конца сезона 2012/2013. Первые два матча под руководством «синих» закончились 0:0 (с «Манчестер Сити» и «Фулхэмом»). Третий же матч закончился поражением «Челси» от «Вест Хэм Юнайтед» со счётом 3:1. Первую победу с «Челси» Бенитес одержал в матче Лиги чемпионов над датским «Норшелландом» — 6:1, однако это не помогло лондонскому клубу пройти дальше. «Синие» оказались лишь 3-ми в своей группе, и попали в Лигу Европы. 16 декабря 2012 года в финале Клубного чемпионата мира «Челси» с минимальным счётом уступил бразильскому «Коринтиансу». Таким образом Бенитес стал первым тренером в истории который дважды уступал в финале подобного турнира (первый раз в 2005 году с «Ливерпулем»). 15 мая «Челси» под руководством Бенитеса выиграл Лигу Европы, обыграв в финале португальскую «Бенфику» со счётом 2:1.

### «Наполи»
27 мая 2013 года президент «Наполи» Аурелио Де Лаурентис сообщил в микроблоге, что Бенитес назначен главным тренером команды. В первом сезоне под руководством Бенитеса «Наполи» выиграл Кубок Италии, переиграв в финале «Фиорентину». Начало следующего сезона выдалось для «Наполи» вполне удачное: команда смогла завоевать национальный суперкубок, переиграв в серии пенальти «Ювентус». Однако сам сезон для неаполитанцев сложился не лучшим образом: подопечные Бенитеса не смогли выиграть ни одного трофея, а в Серии А откатились на 5-е место. «Наполи» до последнего боролся за победу в Лиге Европы, однако в полуфинале по итогам двух матчей уступил украинскому «Днепру». По окончании сезона Бенитес покинул Италию.

### «Реал Мадрид»
3 июня 2015 года Бенитес вернулся в Испанию возглавив «Реал Мадрид». Контракт был заключён сроком на три года. Несмотря на довольно неплохое турнирное положение команды уже в конце осени появились слухи о возможной отставке специалиста, в различных СМИ появлялась информация о его конфликте с лидером команды Криштиану Роналду. После крупного поражения в Эль-Класико от «Барселоны» (0:4) Бенитес подвергся серьёзной критике со стороны болельщиков. Несмотря на неоднократные заявления президента «Реала» Флорентино Переса о поддержке Бенитеса 4 января 2016 года испанский специалист покинул свой пост, на котором его сменил бывший игрок «сливочных» Зинедин Зидан. В последнем матче под руководством Бенитеса «Реал» сыграл вничью со счётом 2:2 с «Валенсией».

### «Ньюкасл Юнайтед»
11 марта 2016 года Бенитес вернулся в Англию, возглавив идущий в зоне вылета «Ньюкасл Юнайтед». Контракт испанского специалиста с «сороками» рассчитан на три года. 15 марта испанец дебютировал в качестве наставника «Ньюкасла», уступив со счётом 0:1 лидеру чемпионата Англии «Лестер Сити». Несмотря на неплохие результаты команды в оставшихся матчах спасти команду от вылета Бенитес не сумел: «Ньюкасл» завершил сезон на 18-м месте, для спасения ему не хватило трёх очков.
25 мая 2016 было подтверждено, что Бенитес остаётся главным тренером. В следующем сезоне «Ньюкасл» занял первое место в Чемпионате Футбольной лиги Англии, на одно очко опередив «Брайтон энд Хоув Альбион», и вернулся в Премьер-лигу. На протяжении двух следующих сезонов Бенитесу удалось закрепить «сорок» в Премьер-лиге, занимая 10-е и 13-е места. 24 июня 2019 года было объявлено, что клубу и тренеру не удалось договориться о продлении контракта и Бенитес покинет свой пост по его истечении.

### «Далянь Ифан»
2 июля 2019 года Бенитес возглавил клуб китайской Суперлиги «Далянь Ифан». Однако проработав с командой полтора года испанский специалист не сумел добиться положительных результатов и 23 января 2021 года покинул пост.

### «Эвертон»
30 июня 2021 года возглавил английский клуб «Эвертон», с которым подписал контракт на 3 года. Его назначение вызвало критику со стороны фанатов из-за его работы в «Ливерпуле» (первые подобное произошло почти 130 лет назад: Уильям Барклай с 1888 по 1889 год возглавлял «Эвертон», а с 1892 по 1896 работал в «Ливерпуле») и прошлых высказываний о команде. В поддержку тренера выступил владелец клуба Фарад Мошири.
14 августа 2021 года «Эвертон» провёл первый официальный матч под руководством Бенитеса. Соперником команды был «Саутгемптон». Игра завершилась волевой победой «ирисок» со счётом 3:1. После семи первых игр команда набрала 14 очков, что превысило показатель прошлого сезона.
В январе 2022 года в гостевом матче против «Норвича» болельщики ливерпульской команды вывесили баннер «Бенитес, убирайся из нашего клуба». Поведение тренера по ходу игры, когда после пропущенного второго гола он шёл к скамейке, улыбаясь и потирая руки, также вызвало критику болельщиков. К этому моменту клуб находился на 15 месте. В результате 16 января 2022 года Бенитес был отправлен в отставку после половины сезона, после 9 поражений в 13 последних играх.

### «Сельта»
23 июня 2023 года на официальном сайте испанского клуба «Сельта» (Виго) появилось сообщение о том, что руководство клуба и тренер достигли принципиальной договоренности о назначении Бенитеса главным тренером команды с июля. Ожидается, что после подписания трёхлетнего контракта Рафаэль Бенитес сразу приступит к работе с командой в рамках предсезонной подготовки.
12 марта 2024 года было объявлено об увольнении Бенитеса с поста главного тренера «Сельты», после того как 10 марта клуб проиграл «Реал Мадриду» 0:4 в 28 туре чемпионата Испании. В официальном заявлении клуба было сказано, что команда под его руководством не добилась желаемых результатов.

## Личная жизнь
Рафаэль Бенитес является выходцем из среднего класса, его старший брат и младшая сестра учились на ветеринаров. Сестра Росарио работает по профессии. Бенитес женат на специалисте в области юриспруденции Марии де Монтсеррат, у них две дочери — Клаудиа родилась в Мадриде в 1999 году, а Агата в Валенсии в 2002.

## Достижения

### В качестве игрока
«Парла»
- Чемпион Терсеры: 1981/82
- Итого: 1 трофей

### В качестве тренера
«Тенерифе»
- Чемпион Сегунды: 2000/01
- Итого: 1 трофей

«Валенсия»
- Чемпион Примеры (2): 2001/02, 2003/04
- Обладатель Кубка УЕФА: 2003/04
- Итого: 3 трофея

«Ливерпуль»
- Обладатель Кубка Англии: 2005/06
- Обладатель Суперкубка Англии: 2006
- Победитель Лиги чемпионов: 2004/05
- Обладатель Суперкубка УЕФА: 2005
- Итого: 4 трофея

«Интернационале»
- Обладатель Суперкубка Италии: 2010
- Победитель Клубного чемпионата мира: 2010
- Итого: 2 трофея

«Челси»
- Победитель Лиги Европы УЕФА: 2012/13
- Итого: 1 трофей

«Наполи»
- Обладатель Кубка Италии: 2013/2014
- Обладатель Суперкубка Италии: 2014
- Итого: 2 трофея

«Ньюкасл»
- Чемпион Футбольной лиги Англии: 2016/17
- Итого: 1 трофей

### Личные достижения
- Обладатель премии «Дон Балон»: 2002
- Тренер года по версии УЕФА (2): 2003/04, 2004/05
- Тренер месяца английской Премьер-лиги (7): ноябрь 2005, декабрь 2005, январь 2007, октябрь 2008, март 2009, апрель 2013, ноябрь 2018[38]
- В списке лучших тренеров в истории футбола:
  - 36 место по версии World Soccer: 2013[39][40]
  - 37 место по версии France Football: 2019[41][42]

## Тренерская статистика
| Команда         | Страна  | Начало работы  | Окончание работы | Результаты | Результаты | Результаты | Результаты | Результаты |
| Команда         | Страна  | Начало работы  | Окончание работы | М          | В          | Н          | П          | % побед    |
| --------------- | ------- | -------------- | ---------------- | ---------- | ---------- | ---------- | ---------- | ---------- |
| Эстремадура     | Испания | 1 июля 1997    | 30 июня 1999     | 90         | 36         | 24         | 30         | 040,00     |
| Тенерифе        | Испания | 19 июля 2000   | 30 июня 2001     | 42         | 21         | 11         | 10         | 050,00     |
| Валенсия        | Испания | 1 июля 2001    | 14 июня 2004     | 157        | 87         | 38         | 32         | 055,41     |
| Ливерпуль       | Англия  | 16 июня 2004   | 3 июня 2010      | 350        | 197        | 74         | 79         | 056,29     |
| Интернационале  | Италия  | 10 июня 2010   | 23 декабря 2010  | 25         | 12         | 6          | 7          | 048,00     |
| Челси           | Англия  | 21 ноября 2012 | 27 мая 2013      | 48         | 28         | 10         | 10         | 058,33     |
| Наполи          | Италия  | 27 мая 2013    | 31 мая 2015      | 112        | 61         | 26         | 25         | 054,46     |
| Реал Мадрид     | Испания | 3 июня 2015    | 4 января 2016    | 25         | 17         | 5          | 3          | 068,00     |
| Ньюкасл Юнайтед | Англия  | 11 марта 2016  | 24 июня 2019     | 146        | 62         | 30         | 54         | 042,47     |
| Далянь Ифан     | Китай   | 2 июля 2019    | 23 января 2021   | 37         | 11         | 8          | 18         | 029,73     |
| Эвертон         | Англия  | 30 июня 2021   | 16 января 2022   | 22         | 7          | 5          | 10         | 031,82     |
| Сельта          | Испания | 1 июля 2023    | 12 марта 2024    | 33         | 9          | 9          | 15         | 027,27     |
| Всего           | Всего   | Всего          | Всего            | 1087       | 548        | 246        | 293        | 050,41     |